# نيكولا ني
نيكولا ني (بالإنجليزية: Nicolas Née)‏ هو لاعب كرة قدم أمريكي في مركز الوسط، ولد في 8 نوفمبر 2002 في الولايات المتحدة.